# Ovidio Wappenstein
Ovidio Wappenstein (Canals, España, 1938 - Quito, Ecuador, 20 de julio de 2022) fue un arquitecto español-ecuatoriano, considerado uno de los principales exponentes del brutalismo en Ecuador.
Fue de los primeros en acentuar la presencia arquitectónica en altura, construyendo en la ciudad los edificios más altos de la época.

## Biografía
Sus padres fueron Leopold Wappenstein y Gisela Ulreich, ambos de origen checo y ascendencia judía. La familia migró de España a Ecuador en 1943 huyendo de la persecución nazi. Se establecieron en Quito y se dedicaron al comercio y la administración, haciéndose cargo del Club Checoslovaco. Su infancia transcurrió cerca del Parque El Ejido. La familia recibió la nacionalidad ecuatoriana por naturalización en 1951.
Estudió en la escuela municipal Eugenio Espejo. El deporte fue una parte importante en la que el padre insistía como complemento a los estudios. Al finalizar la escuela, Ovidio ingresó en el Instituto Nacional Mejía donde destacó en actividades deportivas, intelectuales y políticas. En 1957, después de graduarse de la secundaria, viajó a Nueva York, donde ingresó al Union College con una beca de la fundación Fulbright.
La arquitectura fue una temática que siempre le interesó. Entre 1958 y 1963 estudió arquitectura en la Universidad Central del Ecuador. Para su tesis de grado, junto con Juan Espinosa, planteó como proyecto la creación de un museo de arte para la ciudad de Quito, obra no realizada. En 1963 fue premiado como el mejor egresado de su promoción.
Una vez terminados sus estudios universitarios realizó cursos de perfeccionamiento en el taller del arquitecto Frédéric Hilbert en el proyecto de extensión urbana de Londres, dónde entró en contacto con el uso de hormigón a la vista, en el proceso de reconstrucción y ampliación de ciudades destruidas por la guerra como Róterdam y Weenendall. Completó estudios de arquitectura y urbanismo en Europa en el Instituto Bouwcentrum, Róterdam, Holanda, entre 1963 y 1964.
Contrajo matrimonio con Betty Deller, con quien tuvo tres hijos: Susana, Daniel y Julia. Entre 1964 y 2006, ejerció la docencia en la Universidad Central del Ecuador, la Pontificia Universidad Católica del Ecuador y la Universidad San Francisco de Quito.
Falleció el 20 de julio de 2022 en Quito.

## Estilo
La obra arquitectónica de Wappenstein se caracteriza por el uso de hormigón visto que es explotado en sus posibilidades, suave, modulado o texturado. Este material es trabajado en sentido estructural y estético, plástico. El desarrollo de altura, la entrega de espacio para el peatón entre la edificación y la calle y el juego de niveles. Valora al material y su expresividad natural. Fachadas con diseño amplio, funcional, que permita la integración al entorno. Cuando crea texturas trabaja con formas geométricas claras y moduladas que producen juegos de luz y sombra. Su percepción de la arquitectura está vinculada a la particularidad de la luz que difiere en cada lugar, una cuestión de efectos de luz sobre volúmenes y superficies planas, curvas e inclinadas que resaltan su carácter. La planificación arquitectónica contempla la inclusión de obras de arte de varios autores. Esto se considera influencia del escultor Jaime Andrade Moscoso.
Marcó un concepto nuevo en la ciudad: el de la ciudad vertical, de alta densidad, de moderna expresión y nuevos materiales. Los diseños de Wappenstein establecen un diálogo entre la ciudad y la arquitectura, entre el ser humano, la vegetación y lo construido. Logra espacios exteriores para la ciudad y sus habitantes, a esas extensiones les otorgan un sentido, una posibilidad de interacción. La cualidad predominante en su estilo arquitectónico es la sobriedad.

## Obras representativas

### Casa Ovidio Wappenstein (1966)
Premio Ornato, 1967. Refleja la experimentación de espacios abiertos que se conectan entre sí por medio de desniveles.

### Edificio COFIEC (1978)
Premio Ornato, 1978. Realizado junto con Ramiro Jácome y César Gálvez. A partir de pantallas estructurales, diafragmas en cruz superpuestos sobre un cuadrado, planos verticales llenos y vacíos. Se incorpora una escultura realizada por Estuardo Maldonado. La distribución de los espacios se da en planta libre. Wappenstein concibió una estructura modernista, como símbolo de la bonanza financiera que el país vivía durante las décadas de 1970 y 1980. 18 pisos y 2 niveles superiores. Área total de construcción: 16.505.00 metros cuadrados. Altura: 80 metros.

### Hotel Colón Internacional (1968-1978)
Primera etapa (inauguración: 1968) realizado con Alfredo León Cevallos, construcción del primer bloque. Segunda etapa: (inauguración: 1972) en solitario; construcción del segundo bloque para 100 habitaciones. Tercera etapa: (Inauguración: 1978) junto con Ramiro Jácome y César Gálvez. en 1996 se integró a la cadena Hilton para lo que se realizó adecuaciones de acuerdo a los parámetros de calidad solicitados por esa cadena hotelera, a partir de ahí se realizan constantes remodelaciones que no afectan a la integridad del diseño original. 
En el diseño vale la pena resaltar el quiebre de la superficie delimitante con planos inclinados a 45 grados que favorece la privacidad y orientación de todas las unidades. El uso de paredes de piedra y la combinación de la madera en paredes, mesas y pisos, le dan un carácter estético y elegante. tiene 109 habitaciones individuales, 79 habitaciones dobles, junior suites, suites, casino (cerrado en 2012), restaurantes, salones de banquetes, salas de reunión, centro de negocios, gimnasio, piscina, cocina, lavandería, cuarto de fuerza, sala de máquinas, 2 subsuelos.

### Edificio CIESPAL (1979)
Premio Ornato,1979. Autoría compartida con Milton Barragán Dumet. Sobresale el núcleo desde el cual surge un voladizo. La estructura es la que configura de la forma. Cuenta con un auditorio con capacidad para 510 personas, tres salas de sesiones, cafetería, área de exposición, centro de producción de radio y televisión, áreas administrativas, de investigación y de formación.

### Edificio CFN (1984)
Realizado con Ramiro Jácome. Prisma de planos inclinados, con grandes marcos verticales. Se utilizaron pantallas de hormigón en lugar de columnas. Esta obra ganó el concurso nacional en 1974. Fue el más alto del país durante 10 años. Es el único de Quito que consta en la lista de los 10 edificios más altos de Ecuador. Consta de 23 pisos, 4 subsuelos, auditorio y comedor. Altura: 82,8 metros

### Hotel Barceló Colón Miramar (1995)
Realizado junto con Ramiro Jácome en Salinas. Consta de 16 pisos, 2 subsuelos.Sobresale por la rotación del bloque, 45 grados en relación con la playa.